# Štěpán Martin Filip
Štěpán Maria Martin Filip (* 7. ledna 1963 Brno) je český římskokatolický duchovní, dogmatický teolog a člen dominikánského řádu. V současnosti působí jako vysokoškolský pedagog na Pontifikální univerzitě sv. Tomáše Akvinského v Římě. V minulosti působil jako pedagog a vědec i na Cyrilometodějské teologické fakultě Univerzity Palackého v Olomouci.

## Životopis
Po absolvování oboru archivnictví na Filozofické fakultě University Jana Evangelisty Purkyně v Brně (1988) vstoupil tajně do dominikánského řádu, který tehdy podobně jako řada dalších jiných řeholí nesměla v komunistickém Československu oficiálně působit. Po Sametové revoluci se již mohl ke své řádové příslušnosti přihlásit veřejně a roku 1992 složil věčné sliby a roku 1995 byl vysvěcen na kněze. Roku 1995 dokončil studia oboru Katolická teologie na Cyrilometodějské teologické fakultě Univerzity Palackého a na podzim téhož roku složil Generálním studiu čs. provincie Řádu dominikánského doplňující zkoušky, a byl mu na jejich základě udělen řádový vědecký titul Lector Sacrae Theologiae. V letech 1995–2000 absolvoval postgraduální studia na dominikánských učilištích v Bologni a na Angelicu v Římě. Tématem jeho licenciátní i doktorské práce byla podstata oběti mše sv. podle svatého Tomáše Akvinského.
Od roku 1998 působí nejprve jako externí a pak jako interní lektor a odborný asistent na Cyrilometodějské teologické fakultě v Olomouci, kde vyučuje především předměty Úvod do teologie, Teologickou antropologii,eklesiologii a sacramentologii. Dále pak působí jako externí vyučující na Pontifikální univerzitě sv. Tomáše Akvinského (Angelicum) v Římě a v trapistickém klášteře v Novém Dvoře. Roku 2012 zahájil habilitační řízení na CMTF UP (název práce Tomáš Akvinský – Život, Dílo, Odkaz). To však bylo z rozhodnutí habilitační komise (především pod vlivem Ctirada Pospíšila) přerušeno.
Dále působí jako předseda Christologické a mariologické akademie (od 2009) a člen Společnosti pro kanonické právo. Řadu let byl členem olomouckého dominikánského konventu. Zároveň také podporuje sloužení mimořádné formy římského ritu. Sám však neslouží tzv. tridentskou mši, ale mši sv. v dominikánském ritu, který užíval dominikánský řád již od dob svých počátků až do roku 1968, kdy oficiálně přijal ritus mše svaté podle misálu papeže Pavla VI. V letech 2005–2013 sloužil tento ritus v dominikánském klášteře v Olomouci, od února 2015 pak příležitostně v kapli sv. Alexeje při kostele svatého Michaela v Olomouci.
V roce 2020 byl přeložen do dominikánského konventu v Jablonném v Podještědí (litoměřická diecéze) a jmenován farním vikářem při tamním děkanství.
Přispívá pravidelně do dominikány vydávané teologické revue Salve a Revue církevního práva. Dále pak do časopisů RC Monitor a katolického týdeníku Světlo.